# Кљаци
Кљаци је насељено место у Босни и Херцеговини у општини Травник. Административно припада Федерацији Босне и Херцеговине, односно њеном Средњобосанском кантону. Према попису становништва из 2013. у насељу је било 672 становника, а већинску популацију чинили су Бошњаци.

## Становништво
По последњем службеном попису становништва из 2013. године у овом насељу живело је 672 становника, а село је било етнички хомогено са већинском бошњачком популацијом.
| Националност | 2013. | 1991.        | 1981.        | 1971.        |
| Бошњаци      | —     | 735 (99,46%) | 727 (98,64%) | 630 (96,04%) |
| Југословени  | —     | 4 (0,54%)    | 2 (0,27%)    | 0            |
| остали       | —     | 0            | 8 (1,08%)    | 26 (3,96%)   |
| Укупно       | 672   | 739          | 727          | 656          |